# سسک بالئاری
سسک بالئاری (نام علمی: Curruca balearica) نوعی سسک نمادین از سردهٔ Curruca است. به جز مینورکا، در جزایر بالئاری نیز بوم‌زاد است. این گونه با سسک‌های مارمورا، سسک تریسترام و سسک دارتفورد هم‌گروه می‌شود (Helbig 2001، Jønsson & Fjeldså ۲۰۰۶).
این پرندگان کوچک گنجشک‌سان در مناطق باز با بوته‌های خاردار و خارزار یافت می‌شوند. ۳–۵ تخم در یک لانه در یک بوته گذاشته می‌شود. آنها مانند اکثر "سسک‌ها " حشره‌خوار هستند.